# Вашингтонский метрополитен
Вашингто́нский метрополите́н (англ. Washington Metro, Metrorail, Metro) — система линий метро вашингтонской агломерации. Система охватывает Вашингтон, независимые города Алегзандрия и Фолс-Черч, округа Арлингтон и Фэрфакс штата Виргиния, округа Монтгомери и Принс-Джорджес штата Мэриленд.
Вашингтонский метрополитен — второй по загруженности (после нью-йоркского) и третий по величине метрополитен в США (после нью-йоркского и чикагского).
Эксплуатацию ведёт трёхъюрисдикционное государственное учреждение «Транспортное управление вашингтонской агломерации». Вашингтонский метрополитен финансируется на 57,6 % за счёт оплаты за проезд и на 42,4 % за счёт субсидий местных органов управления.

## Описание
Линии метрополитена проходят через два штата (Виргиния и Мэриленд) и федеральный округ Колумбия. Ежедневный пассажиропоток оценивается в 520 тысяч человек (2004); вагонный парк составляет 950 вагонов. На станциях и в вагонах поддерживается безукоризненная чистота и порядок.
Первые поезда метро были пущены в 1976 году.
За прошедшее время здесь построены 6 линий:
| Символ линии | Название         | Расположение | Станций            | Протяжённость            |
| ------------ | ---------------- | --- | ------------------ | ------------------------ |
|              | Красная линия    | Из округа Монтгомери штата Мэриленд, через деловую часть города обратно в округ Монтгомери. | 27                 | 51,3 км                  |
|              | Синяя линия      | Из округа Фэрфакс через Александрию и Арлингтон, далее вдоль оранжевой линии через Вашингтон, в направлении округа округ Принс Джорджес.                                                                                | 27                 | 48,8 км                  |
|              | Оранжевая линия  | Из округа Фэрфакс штата Виргиния в округ Арлингтон штата Виргиния, через центр города, и далее в округ Принс Джорджес штата Мэриленд.                                                                                   | 26                 | 42,3 км                  |
|              | Зелёная линия    | Из округа округ Принс Джорджес через восточную часть города и обратно в округ Принс Джорджес. | 21                 | 37,7 км                  |
|              | Жёлтая линия     | Вдоль Синей линии, далее в направлении Пентагона на другой берег реки Потомак, заканчиваясь в деловой части города. | 17, 21 в час пик   | 25,3 км                  |
|              | Серебряная линия | От станции Ларго-Таун-Сентер вдоль синей ветки до станции Росслин, далее вдоль оранжевой ветки до станции Ист-Фоллз Чёрч, далее вдоль шоссе 267 через Тайсонс-Конэ в Вашингтонский аэропорт имени Даллеса и до Ашберна. | 28 (+6 строящиеся) | 47,6 км (+18,5 строится) |

Всего 91 станция, общая протяжённость — 189,6 км. Первоначальный проект, предусматривавший строительство 83 станций и путей протяжённостью 165,5 км (103 мили), был завершён 13 января 2001 года.

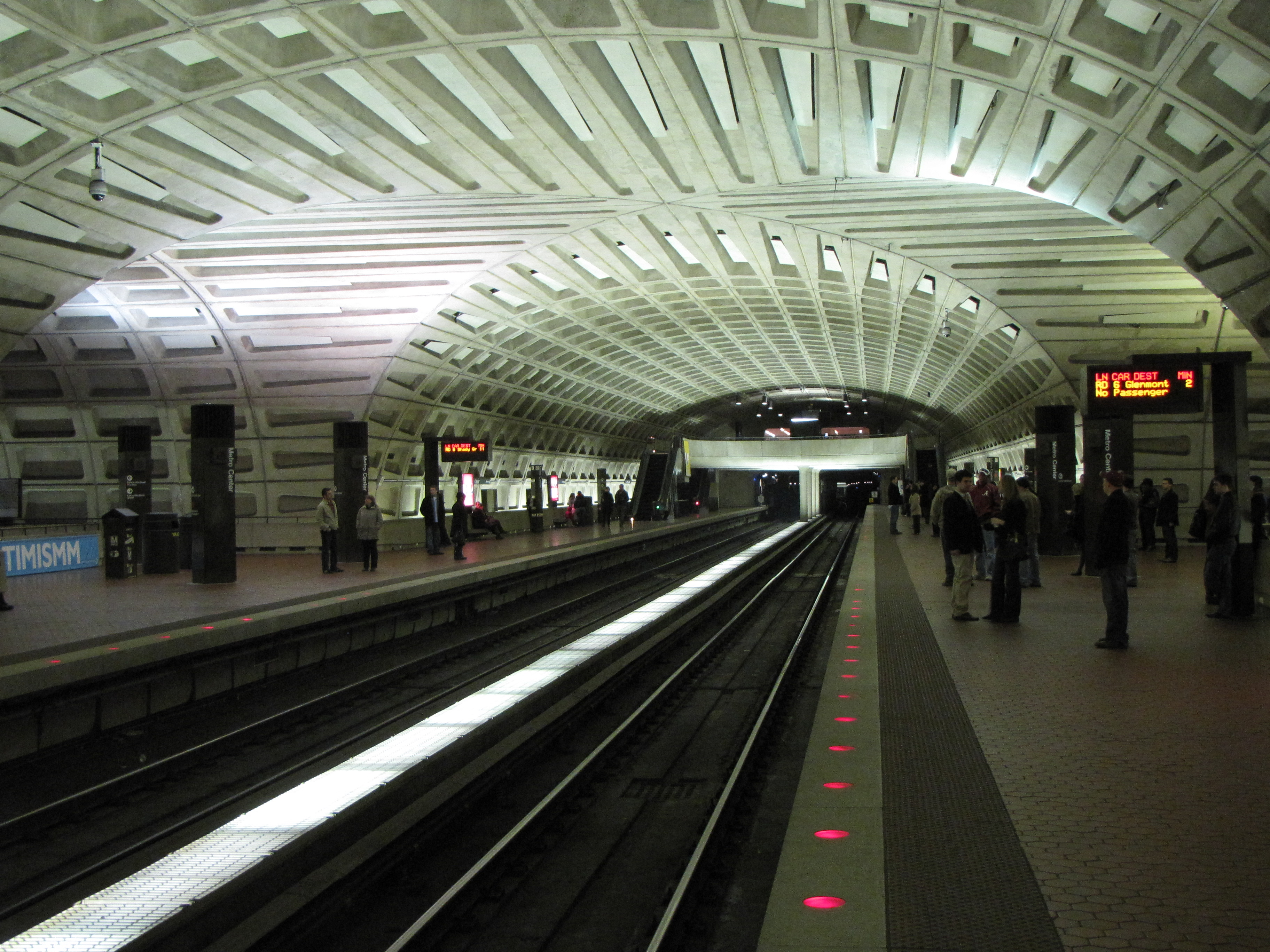
Станция Метро-Сентер — важный пересадочный узел системы, подземная станция на 4 линиях

Станции относительно глубокого залегания были построены только в центре города, в районах исторической застройки. Бо́льшая же часть вашингтонского метрополитена — наземная (или надземная), напоминающая берлинский Stadtbahn или московское лёгкое метро. Наземные перегоны между станциями метро очень длинны (особенно в пригородах) и практически не охраняются: рельсы огорожены только проволочной сеткой. Поезда движутся достаточно медленно — со средней скоростью 40 км/ч.
Самые глубокие станции находятся на северо-восточной оконечности Красной линии: Уитон глубиной 35 м (здесь установлен самый длинный эскалатор в США и в Западном полушарии — длиной 230 футов, или 70 м), и самая глубокая станция в США и в Западном полушарии — Форест-Глен (на глубине 196 футов, или 60 м; вместо эскалаторов здесь используются высокоскоростные лифты).

## История
На протяжении 1960-х годов существовали планы по созданию гигантской автострадной системы в Вашингтоне, но эта идея не прошла. Гарланд Бартоломео, возглавлявший Национальную комиссию по развитию столицы, решил, что железнодорожная транзитная система никогда не будет самостоятельной из-за низкой плотности покрытия и общего уменьшения грузооборота. Наконец, остановились на смешанной концепции кольцевой автострады Capital Beltway вместе с радиальными линиями метро. Автострада Beltway была полностью профинансирована, а финансирование системы Inner Loop Freeway было частично перераспределено в пользу сооружения системы метрополитена.
В 1960 году федеральное правительство создало национальное транспортное ведомство для сооружения скоростной железнодорожной системы — WMATA.
В 1966 году федеральным правительством, округами Колумбия и Мэриленд был принят законопроект о создании WMATA с электроснабжением с помощью NCTA (Национальной кабельной и телекоммуникационной ассоциацией).
WMATA утвердила планы на строительство 158-километровой системы в 1968 году и начала строительство 9 декабря 1969. Особенностью вашингтонского метрополитена является скрупулёзное следование изначально разработанному проекту с минимальными изменениями вплоть до его полной реализации в 2004 году.
27 марта 1976 года открылись первые участки метро — 7-километровый участок на Красной линии и 5 станций от Род-Айленд авеню до Фарагут-норт (округ Колумбия). Округ Арлингтон был присоединён к системе 1 июля 1976; графство Монтгомери , Мэриленд — 6 февраля 1978; округ Принца Джорджа, Мэриленд — 20 ноября 1978; округа Фэйрфакс и Александрия (Виргиния) — 17 декабря 1983.

## Пассажиропоток
По состоянию на июнь 2012 года средний уровень пассажиропотока в рабочий день составил 744 918 пассажиров. Самой загруженной станцей системы является Юнион-стейшн красной линии со средним будничным пассажиропотоком в 33 250 пассажиров. Наименнее загруженной станцией системы является Шеверли оранжевой линии; в среднем она обслуживает 1546 пассажиров в рабочий день.
Самый большой дневной пассажиропоток был зарегистрирован в день инаугурации Барака Обамы, 20 января 2009 года, который составил 1 120 000 пассажиров. Прошлый рекорд был за день до этого — 866 681 пассажир. Некоторые рекорды по пассажиропотоку были установлены в июне 2008 года: рекордный месячный пассажиропоток в 19 729 641 пассажира, рекорд по среднему дневному потоку за неделю (772 826), также в этом месяце было зарегистрировано 5 из 10 дней с рекордным пассажиропотоком, и 12 рабочих дней, в которые пассажиропоток превысил 800 000 пассажиров.

## Линии

Карта метро Вашингтона. Карта в масштабе

### Красная линия
Наиболее загруженная линия. Выходит из округа Монтгомери (Montgomery County), штат Мэриленд, затем идёт через деловую часть города и обратно в округ Монтгомери. Открыта 29 марта 1976 года, содержит 27 станций. Единственная линия, которая не имеет общих участков с другими. В часы пик по ней проходит 44 поезда (10 восьмивагонных и 34 шестивагонных).

#### Хронология
| Дата             | Событие                                                        | Количество станций | Длина, км |
| ---------------- | -------------------------------------------------------------- | ------------------ | --------- |
| 27 марта 1976    | Открытие линии от Farragut North до Rhode Island Ave-Brentwood | 5                  | 7,4       |
| 15 декабря 1976  | Gallery Pl-Chinatown открывается между существующими станциями | 6                  | 7,4       |
| 17 января 1977   | Продолжение до вокзала Dupont Circle                           | 7                  | 9,2       |
| 6 февраля 1978   | Продолжение до вокзала Silver Spring                           | 11                 | 18,3      |
| 5 декабря 1980   | Продолжение до станции Van Ness-UDC                            | 14                 | 21,7      |
| 25 августа 1984  | Продолжение до станции Grosvenor-Strathmore                    | 19                 | 32,7      |
| 15 декабря 1984  | Продолжение до станции Shady Grove                             | 23                 | 43,9      |
| 22 сентября 1990 | Продолжение до станции Wheaton                                 | 25                 | 49,1      |
| 25 июля 1998     | Продолжение до вокзала Glenmont                                | 26                 | 51,3      |
| 20 ноября 2004   | New York Ave-Florida Ave-Gallaudet U                           | 27                 | 51,3      |

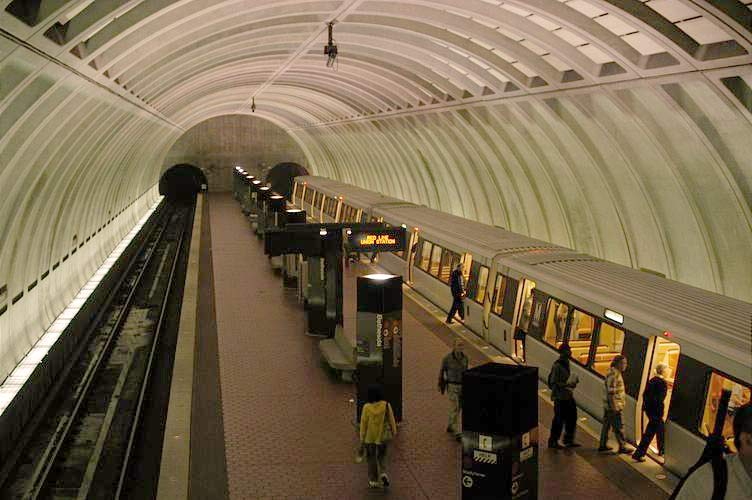
Станция Bethesda
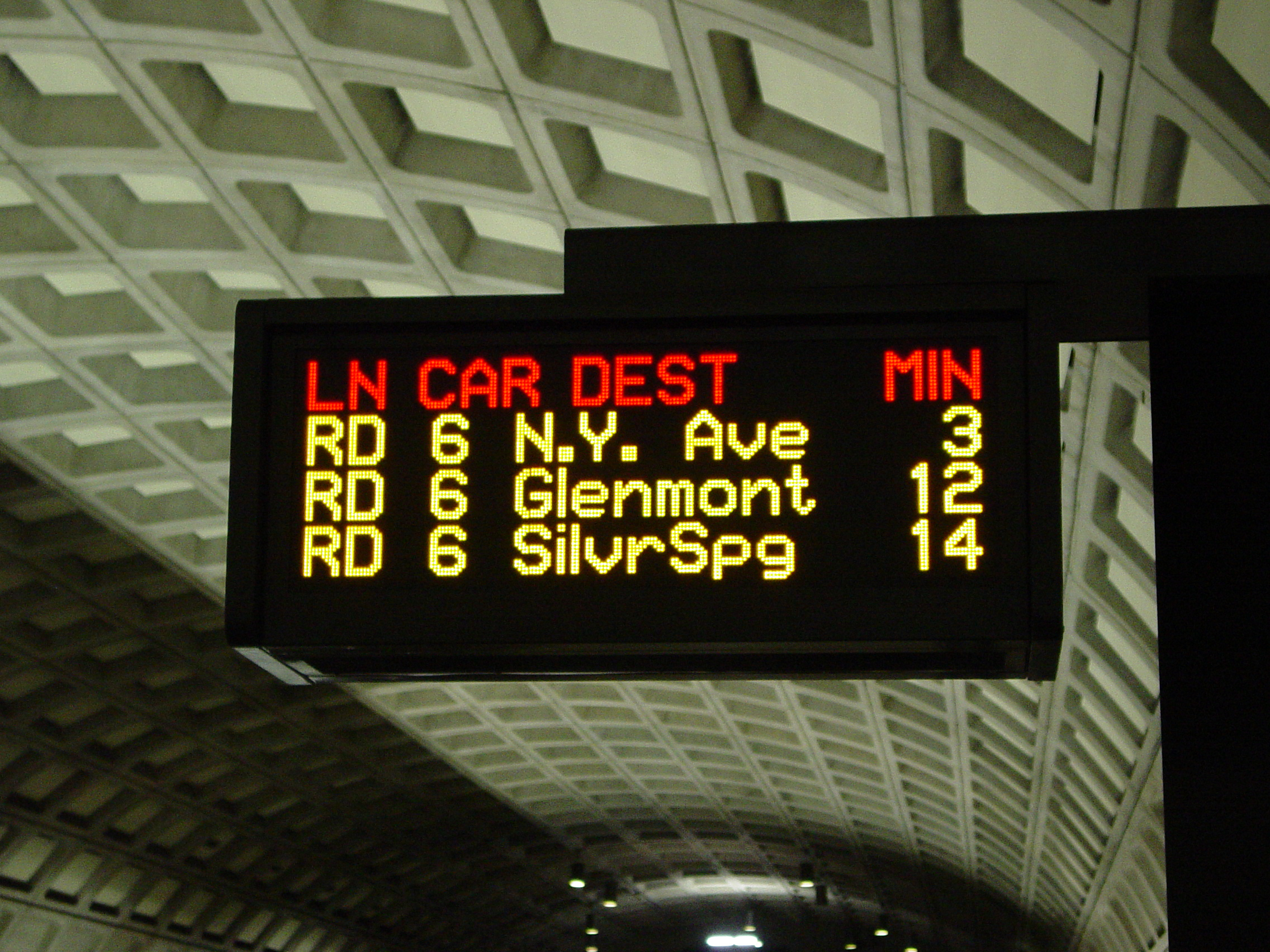
Станция Dupont Circle
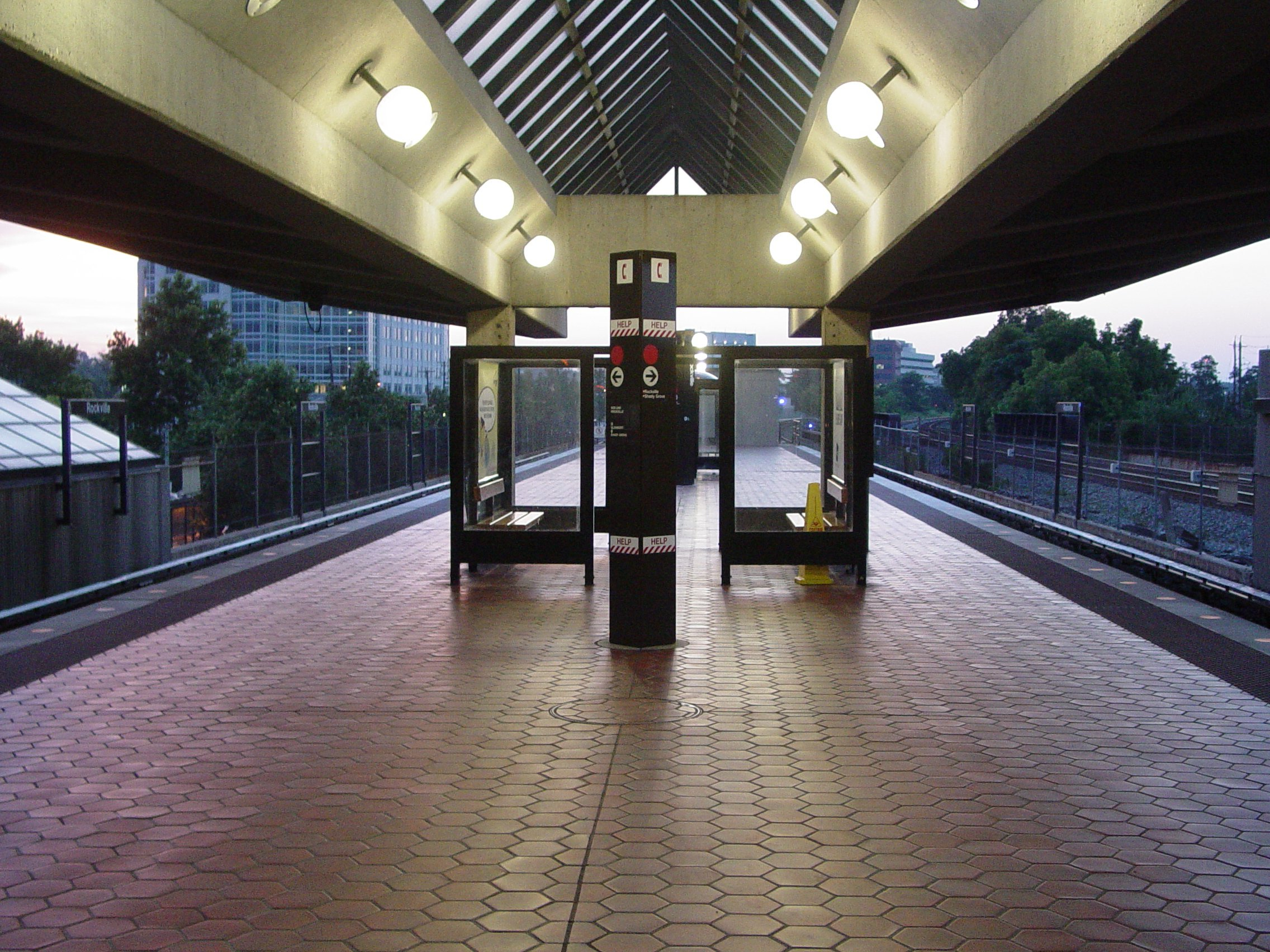
Станция Rockville
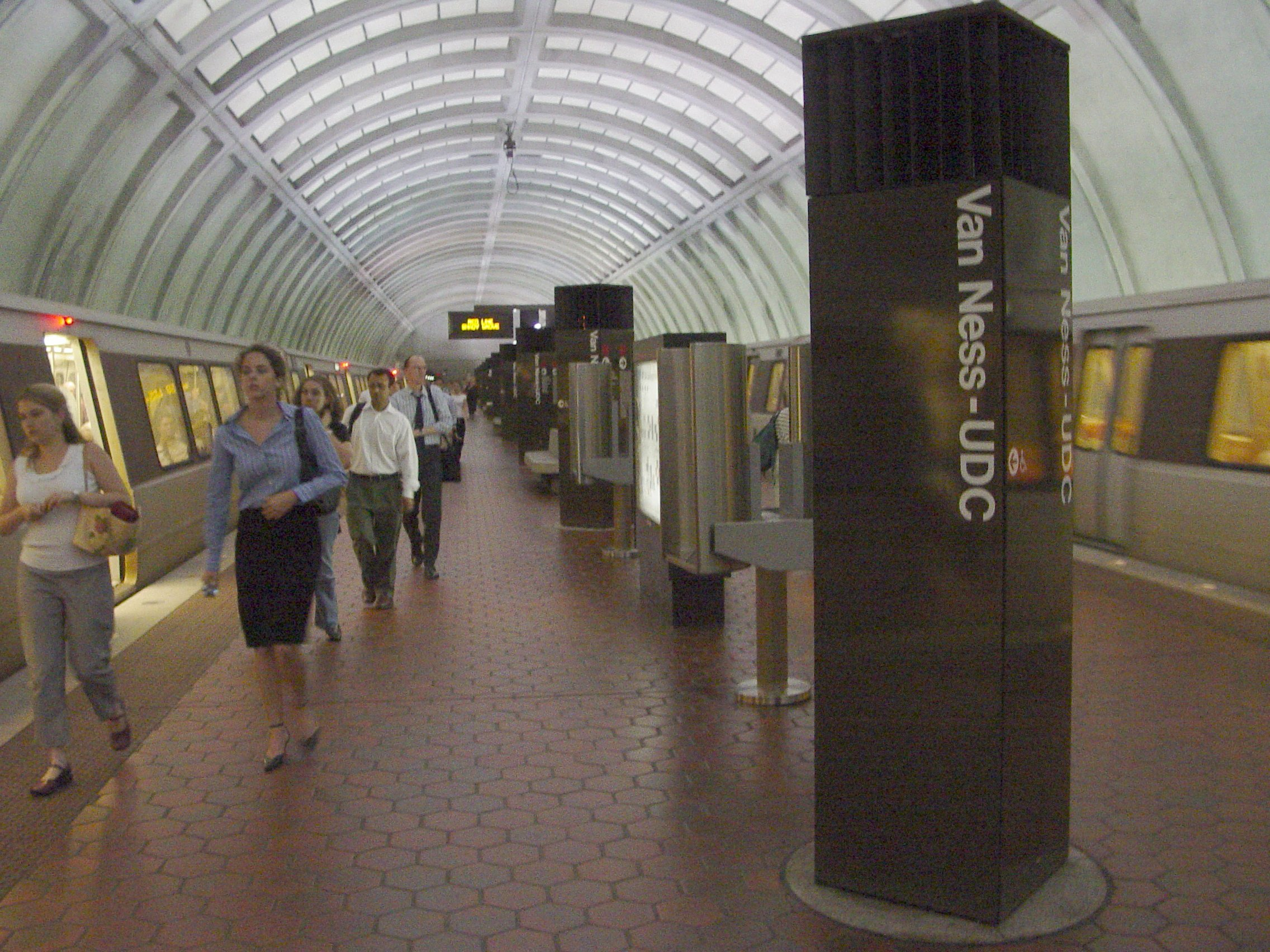
Станция Van Ness – UDC

### Синяя линия
Выходит из округа Фэрфакс через Александрию (Виргиния) и Арлингтон, далее проходит вдоль Оранжевой линии через Вашингтон, в направлении Принс-Джорджес. Имеет 27 станций, из которых лишь 8 не принадлежат другим линиям. Используются 23 шестивагонных поезда в часы пик.
Линия открылась 1 июля 1977 года с 18 станциями от Национального Аэропорта в Арлингтоне до Стэдиум-Армэри в Вашингтоне — место первого присоединения Виргинии в систему метрополитена. 22 ноября 1980 года линия была продлена на три станции дo Эдисон-Роуд. Продление линии за аэропорт началось 15 июня 1991 года с открытием станции Ван-Дорн-стрит. Первоначальный план для линии был выполнен с продолжением её к Фрэнкония-Спрингфилд 29 июня 1997 года. 18 декабря 2004 открыты две новые станции в Мэриленде — Морган-Булевард и Ларго-таун-сентер.
От открытия Оранжевой линии с 20 ноября 1978 года до 11 декабря 1979 Оранжевая линия была соединена с Синей от Национального аэропорта в Стэдиум-Армэри, с продолжением Оранжевой восточнее Стэдиум-Армэри к Нью-Карроллтон. С 11 декабря 1979 Оранжевая линия была отведена в сторону запада со станции Росслин дo Баллстон. Сейчас Синяя и оранжевая линии остаются соединёнными от Росслин к Стэдиум-Армэри, а Серебряная линия будет проходить тем же маршрутом.

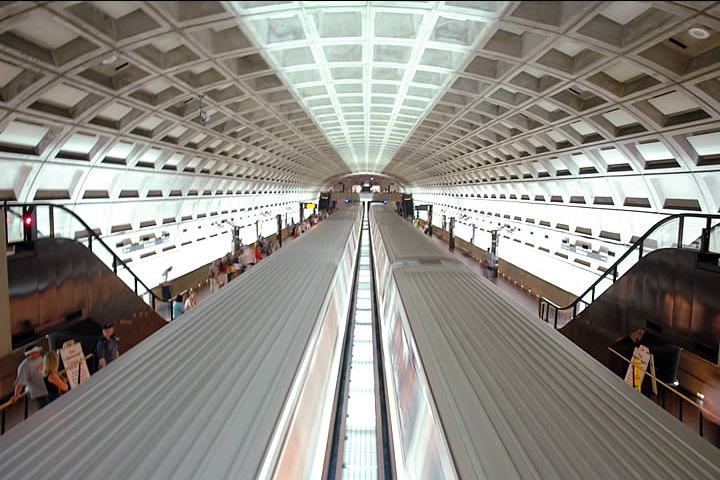
Станция Смитсониан
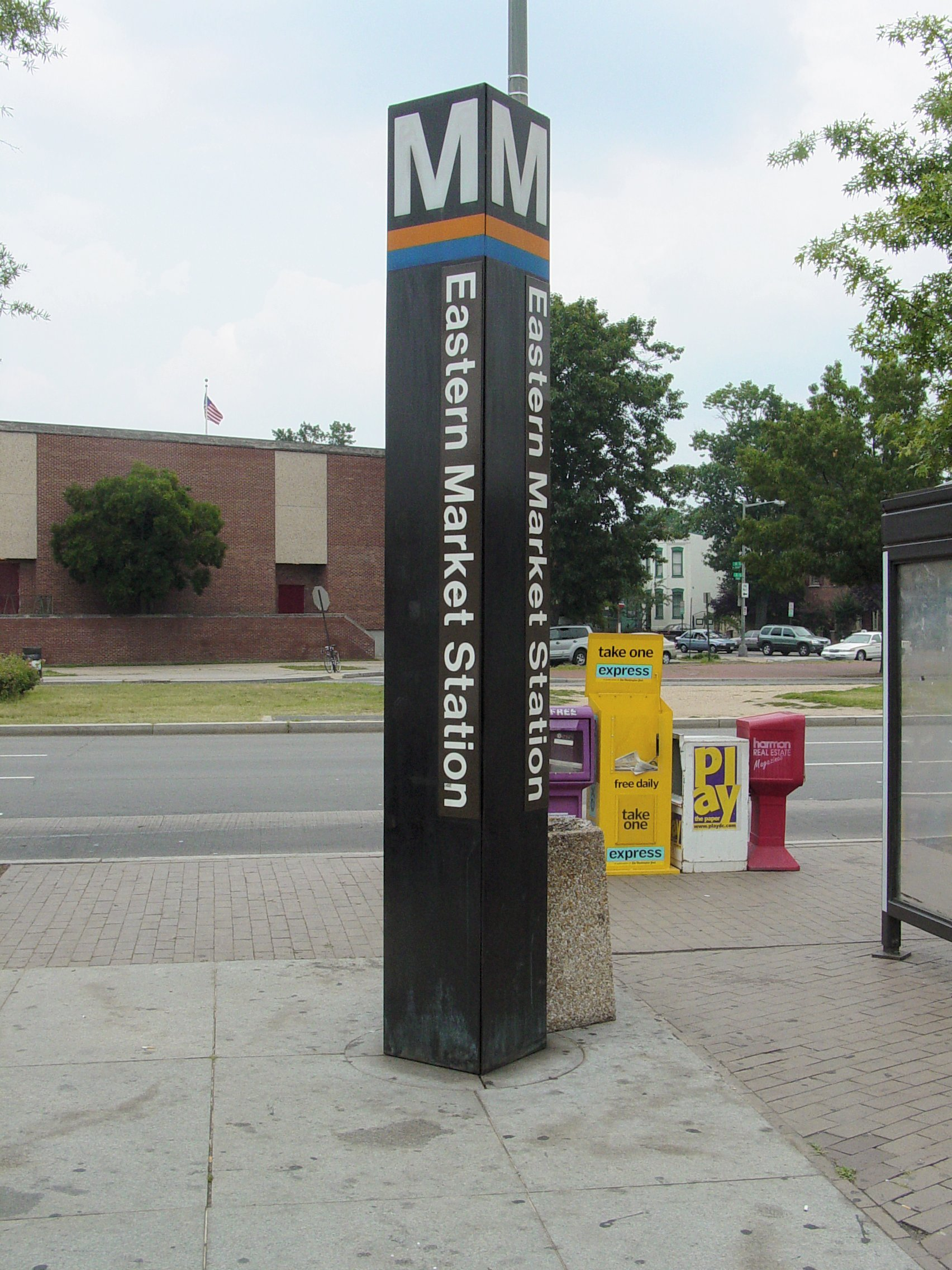
Вход в станцию Истерн-Маркет
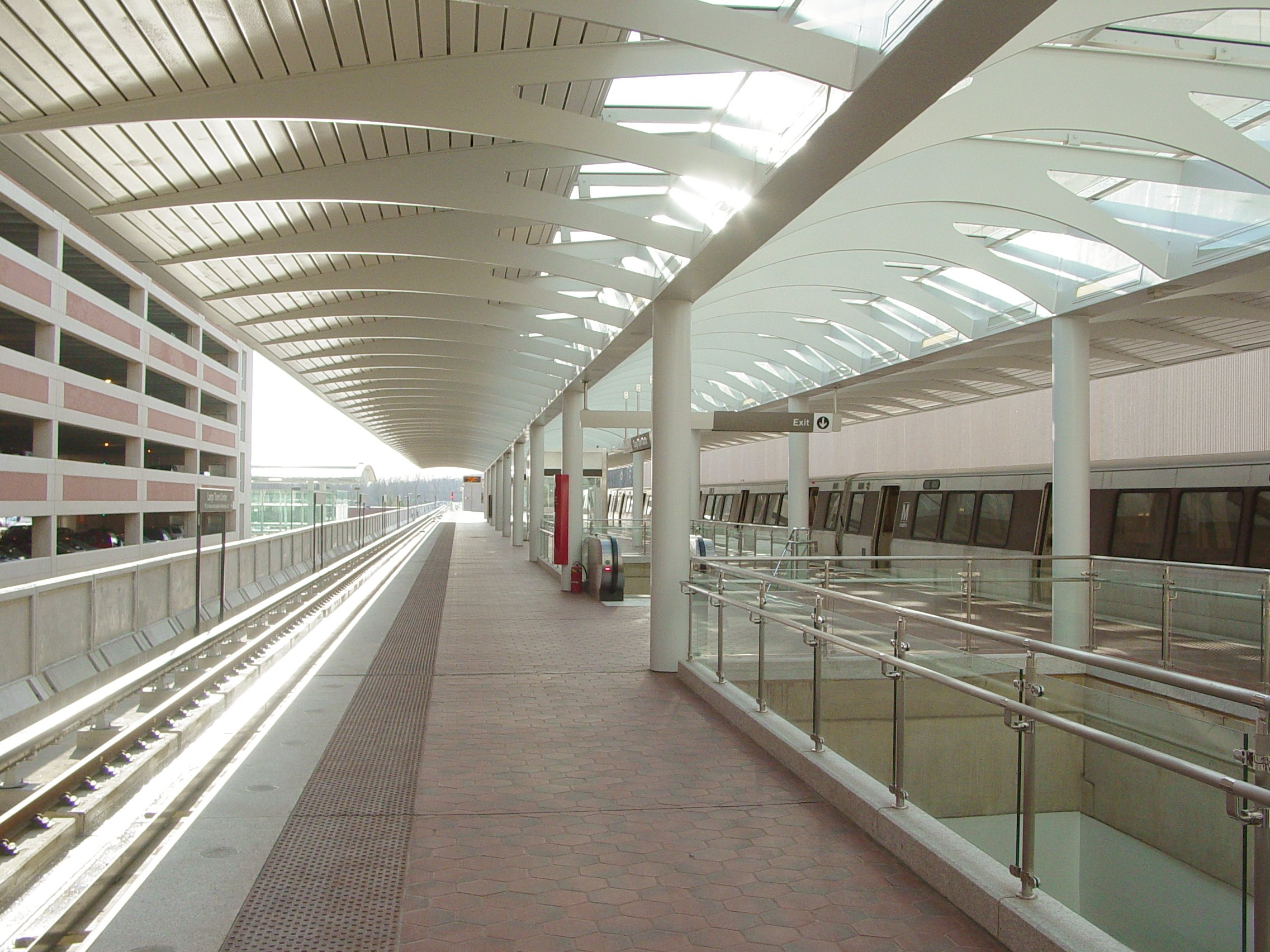
Станция Ларго-таун-сентер
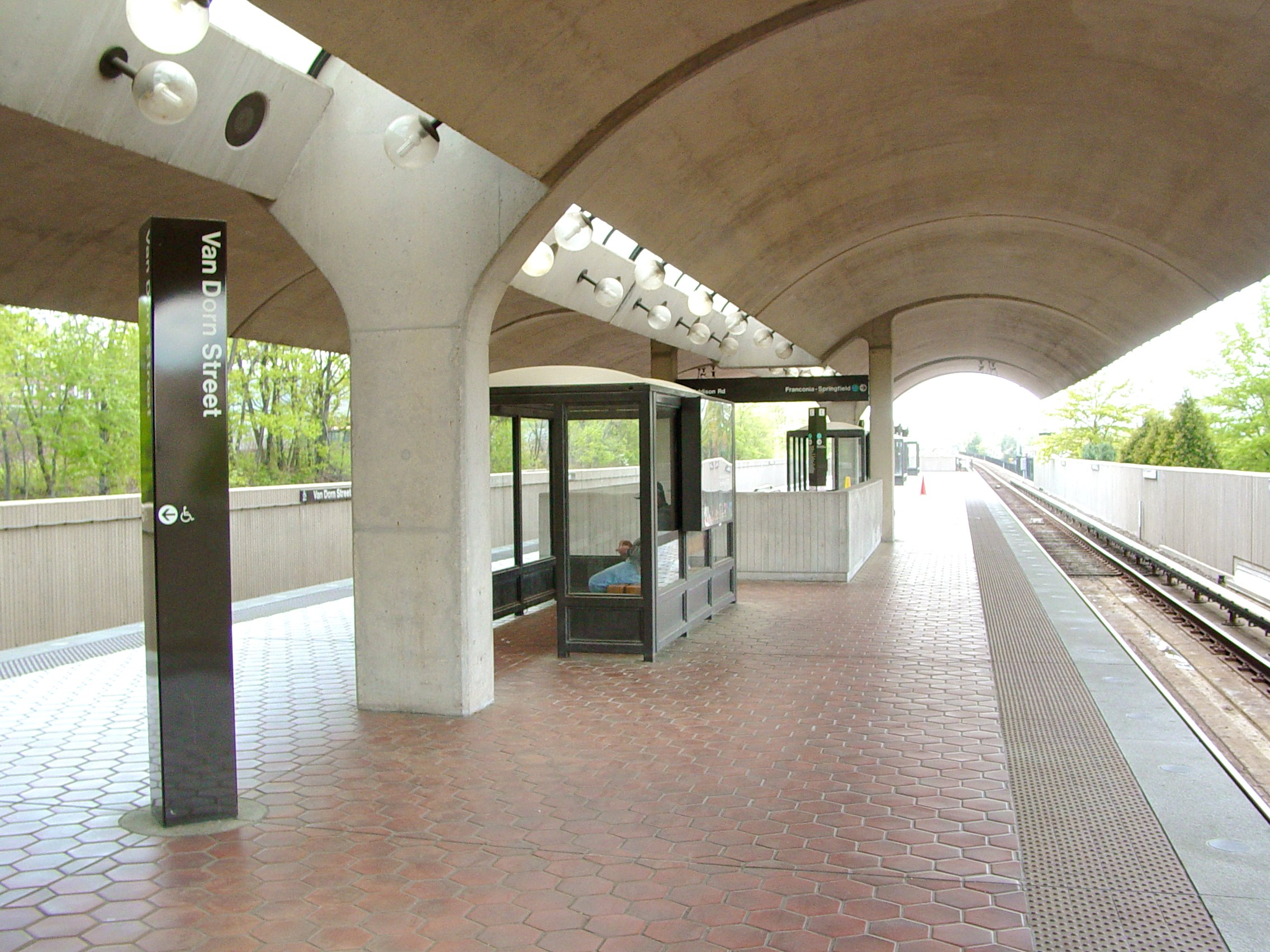
Станция Ван-Дорн-стрит

### Оранжевая линия
Проходит из округа Фэрфакс (англ. Fairfax County) через округ Арлингтон (англ. Arlington County), шт. Виргиния, через центр Вашингтона и далее — в округ Принс-Джорджес (англ. Prince George’s County), Мэриленд. Открыта 20 ноября 1978 года, имеет 26 станций. Половина станций совместна с Синей линией, и более двух третей с Серебряной. В часы пик линия использует 9 восьмивагонних поездов и 21 шестивагонных.

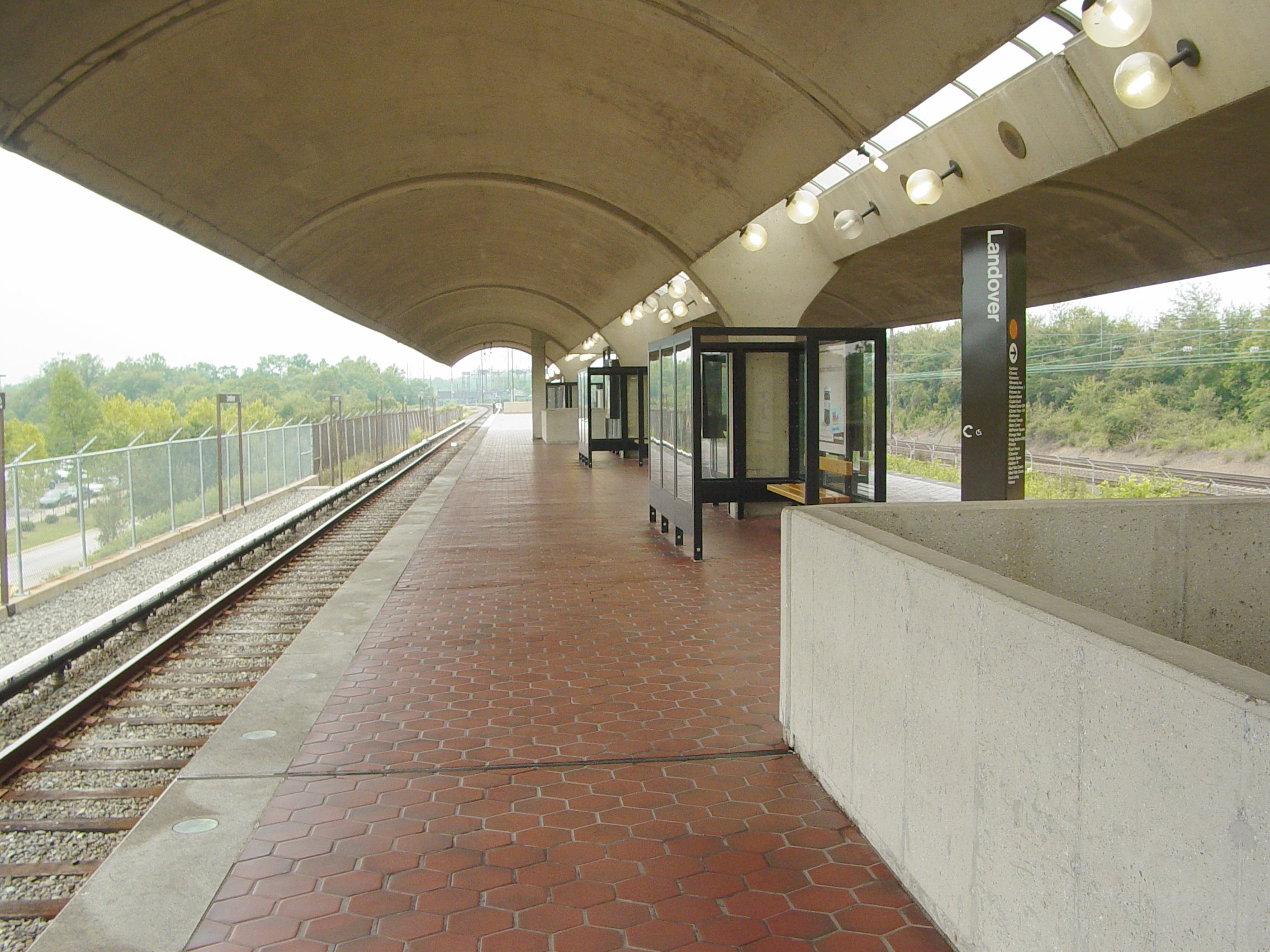
Станция Ландовер
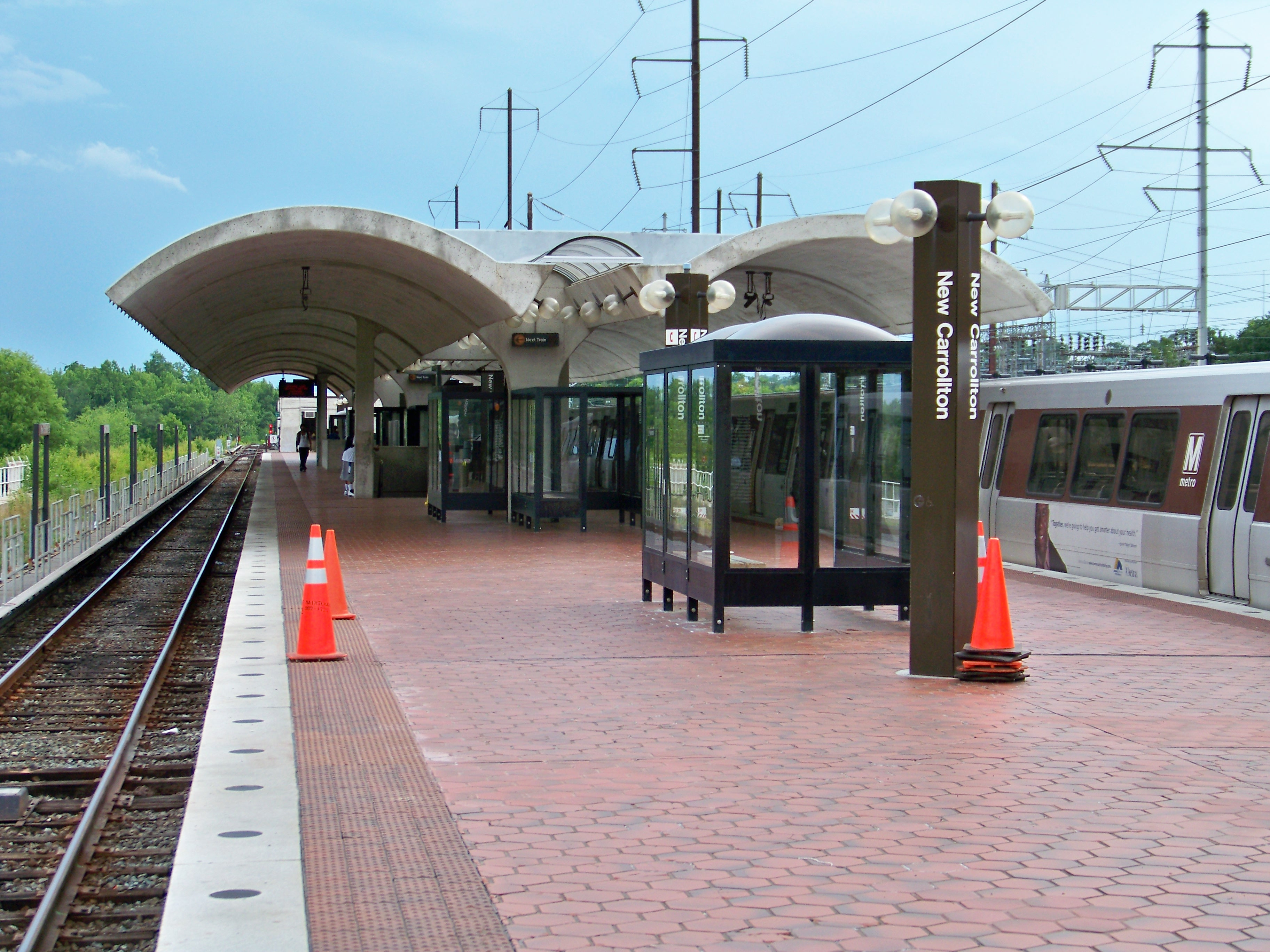
Станция Нью-Корроллтон
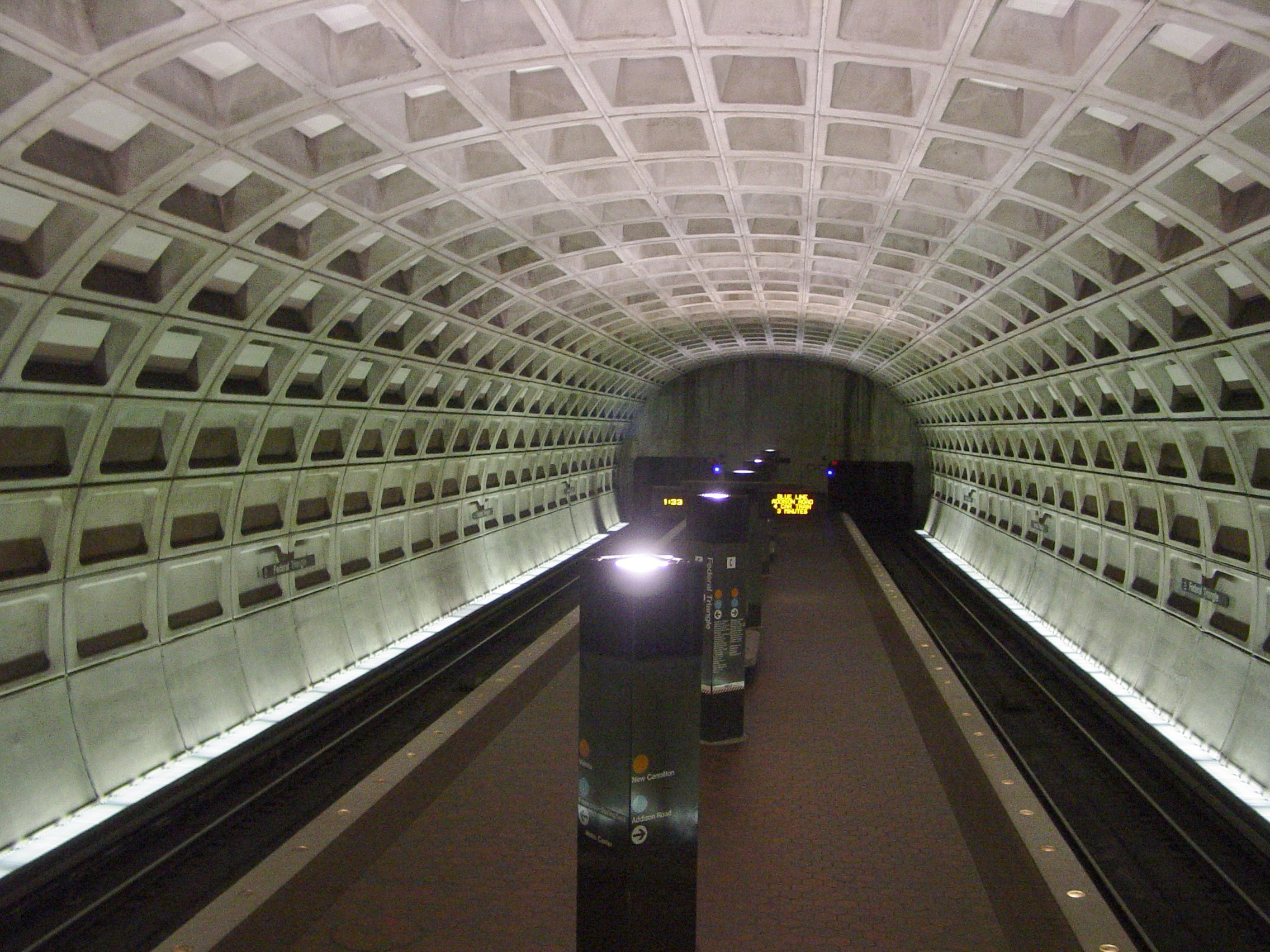
Станция Федерал-Триэнгл
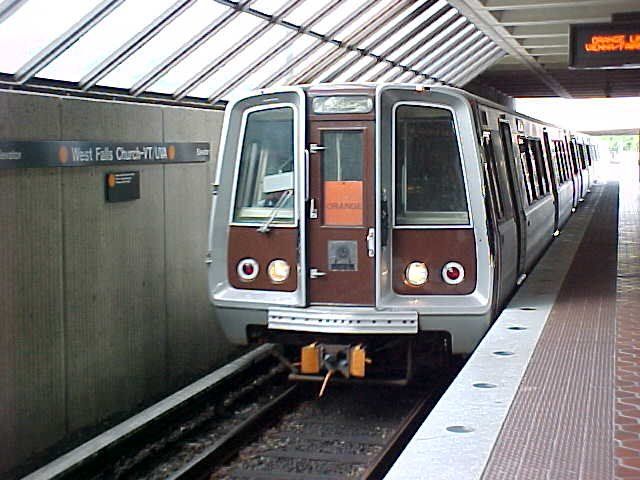
Поезд на станции Уэст-Фолс-Чёрч

### Жёлтая линия

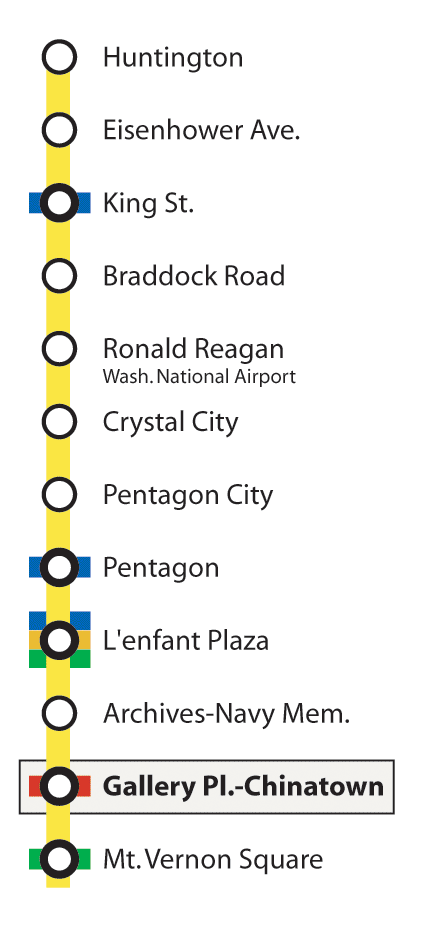
Схема Жёлтой линии

Идёт вдоль Синей линии, далее — в направлении Пентагона на другой берег реки Потомак через мост Фенвик, заканчиваясь в деловой части города. Открыта 30 апреля 1983 года, содержит 17 станций. В часы пик использует 10 шестивагонных поездов.

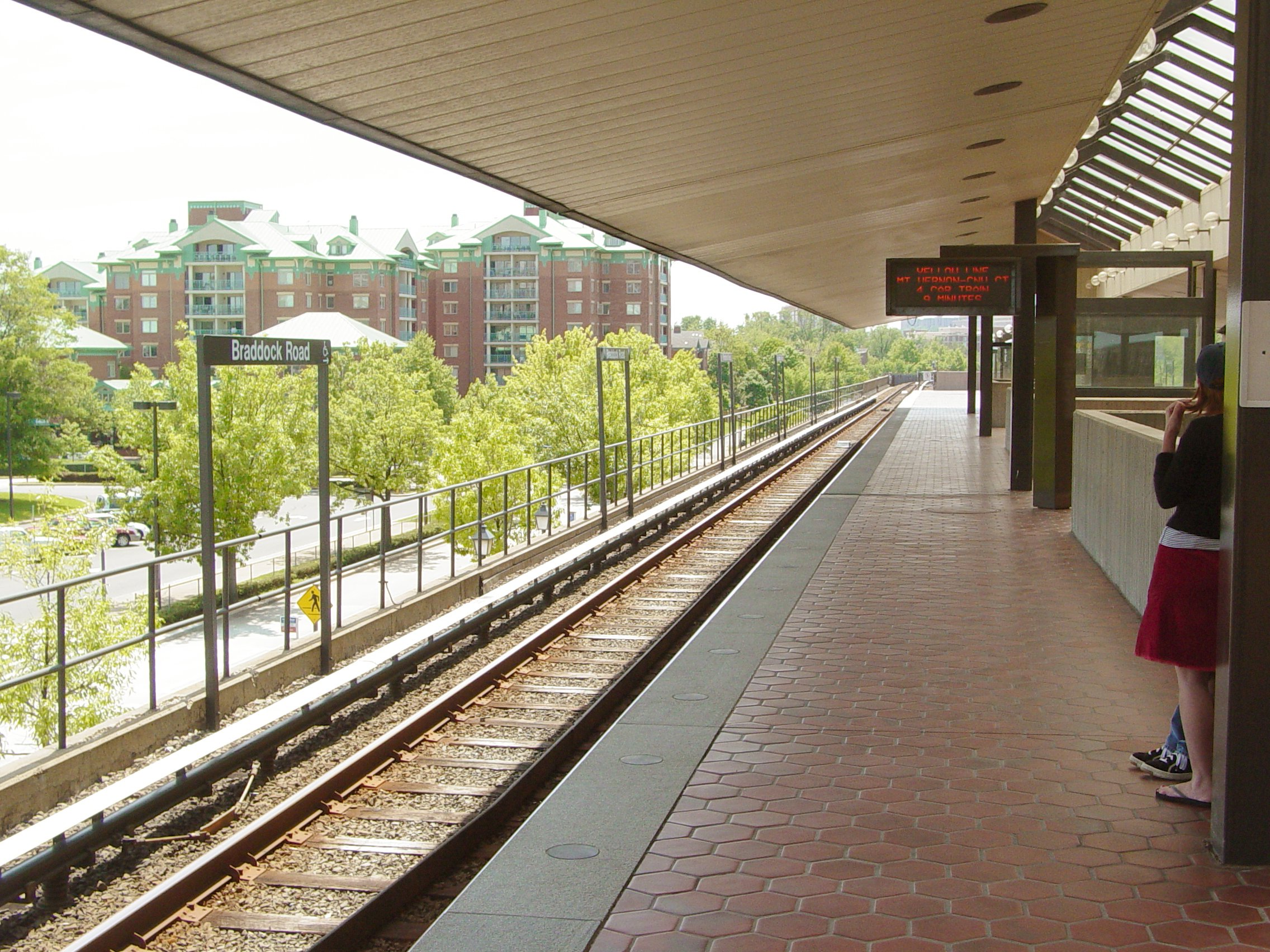
Станция Брэддок-роуд
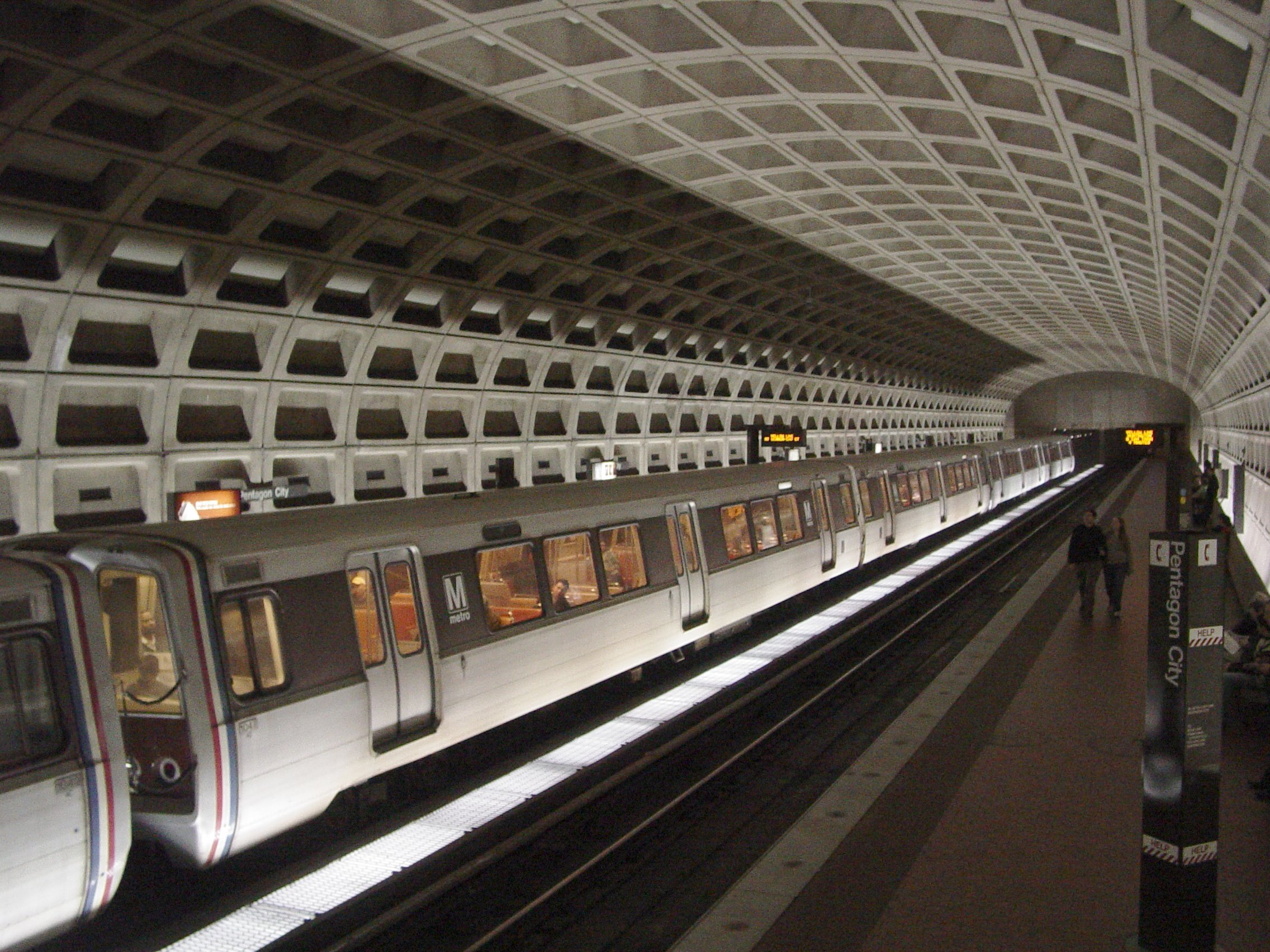
Станция Пентагон-сити
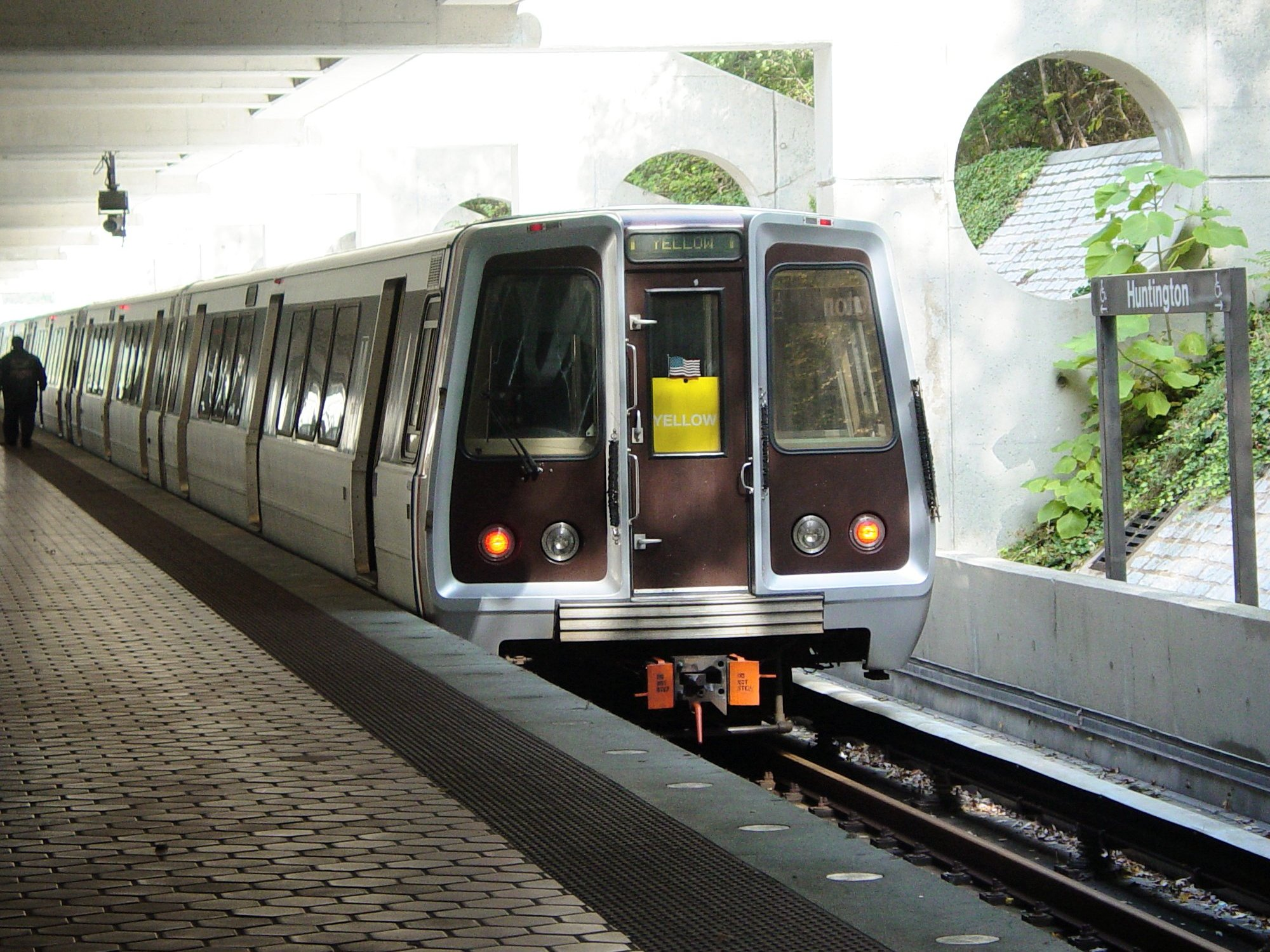
Станция Хантингтон
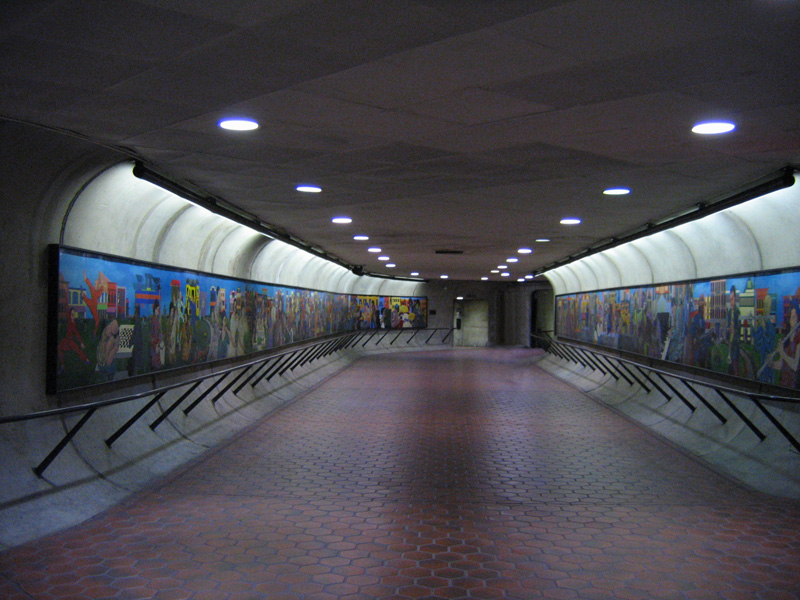
Подземный переход на станции U Street/African-American Civil War Memorial/Cardozo

### Зелёная линия
Проходит через округ Принс-Джорджес, шт. Мэриленд и округ Колумбию. Открыта 11 мая 1991 года, содержит 21 станцию. В часы пик использует 19 поездов (10 восьмивагонных и 9 шестивагонных). Имеет девять совместных станций с Жёлтой линией (в часы пик используются все, в другое время — 4), по одной с Оранжевой и Синей и две из Красной.

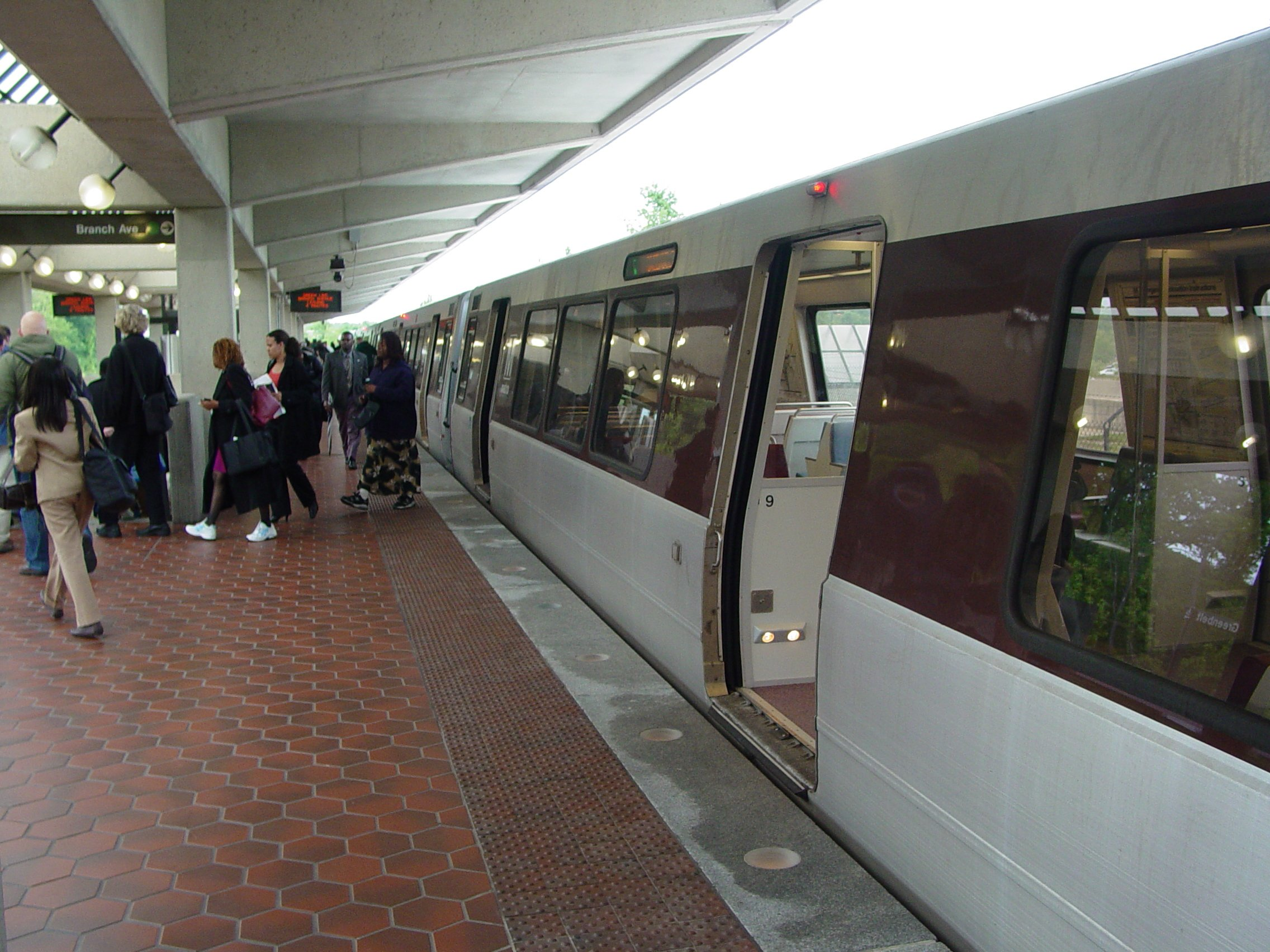
Станция Greenbelt
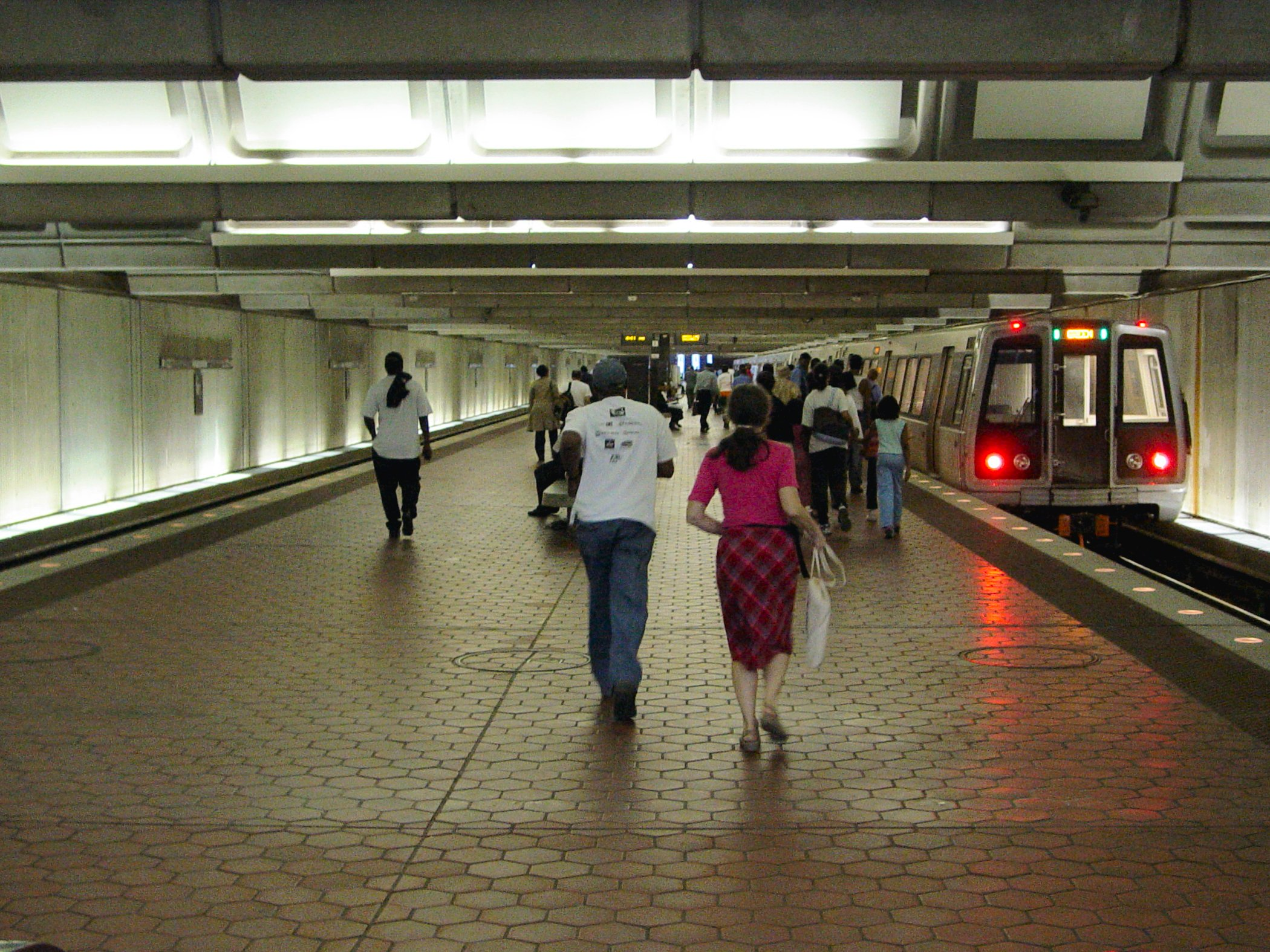
Станция Anacostia
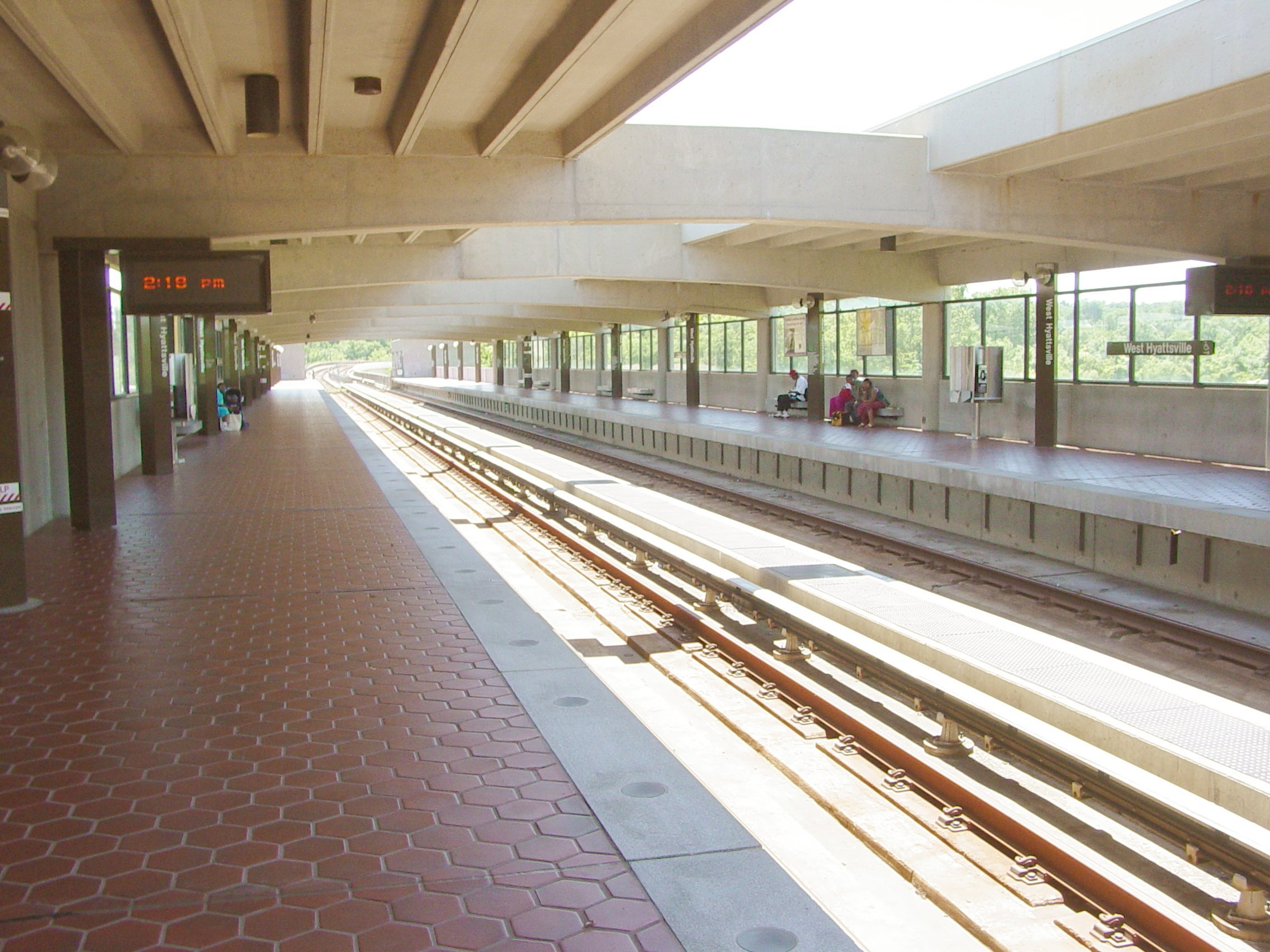
Станция West Hyattsville

### Серебряная линия
Выходит из округа Фэйрфакс (англ. Fairfax County) в округ Арлингтон (англ. Arlington County), шт. Виргиния, проходит через центр Вашингтона и далее — в округ Принс-Джорджес (англ. Prince George’s County), Мэриленд. Шестая, Серебряная линия, открылась для пассажиров 26 июля 2014 года c вводом участка из пяти станций от станции East Falls Church оранжевой линии до станции Wiehle-Reston East протяжённостью примерно 18,8 км (11, 7 мили). На значительной части совмещена с Оранжевой и Синей линиями.

## Перспективы развития

### Потомак-Ярд
В 2008 году началось исследование возможности строительства станции на территории Потомак-Ярда в Александрии на Синей и Жёлтой линиях между станциями Национальный аэропорт и Брэддок-роуд. Проект получил предварительное одобрение в 2011 году, в 2015 году было выбрано окончательное расположение станции и назначены источники финансирования. Проектная стоимость составила 268 млн $, строительство началось в 2016 году и должно было завершиться к 2020 году, однако срок был несколько раз продлён. Открытие станции ожидается в 2022 году.

## Безопасность
13 июля 2009 WMATA приняла решение о введении более строгих мер (англ. zero tolerance) для машинистов метро и автобусов, замеченных в использовании мобильных телефонов или других портативных устройств во время работы. Эта новая политика была введена после расследований нескольких массовых аварий в США, которые были вызваны именно использованием портативных устройств. Об изменениях было объявлено через день после того, как один из пассажиров записал на видеоплёнку машиниста, набирающего сообщение на телефоне.

## Оплата проезда

Бесконтактная карта оплаты проезда в метрополитене

Оплата проезда в метрополитене зависит от расстояния поездки и времени суток. В течение обычных часов (в рабочие дни от открытия до 9:30 и от 15:00 до 19:00, а также в пятницу и субботу от 2:00 ночи до закрытия) стоимость проезда составляет от 2,10 $ до 5,75 $ в зависимости от расстояния. В другие часы стоимость составляет от 1,70 $ до 3,50 $, также в зависимости от расстояния. Предусмотрена доплата в размере 1,00 $ за использование бумажной карты. Дошкольники до 4 лет включительно проезжают бесплатно, но не более 2 дошкольников на взрослого. Скидки доступны для инвалидов и пожилых людей. Цены на проезд снижаются в федеральные праздники, кроме тех, при которых пассажиропоток резко увеличивается, такие, как День Колумба, День Ветеранов, День Мартина Лютера Кинга и Президентский день.

## Подвижной состав

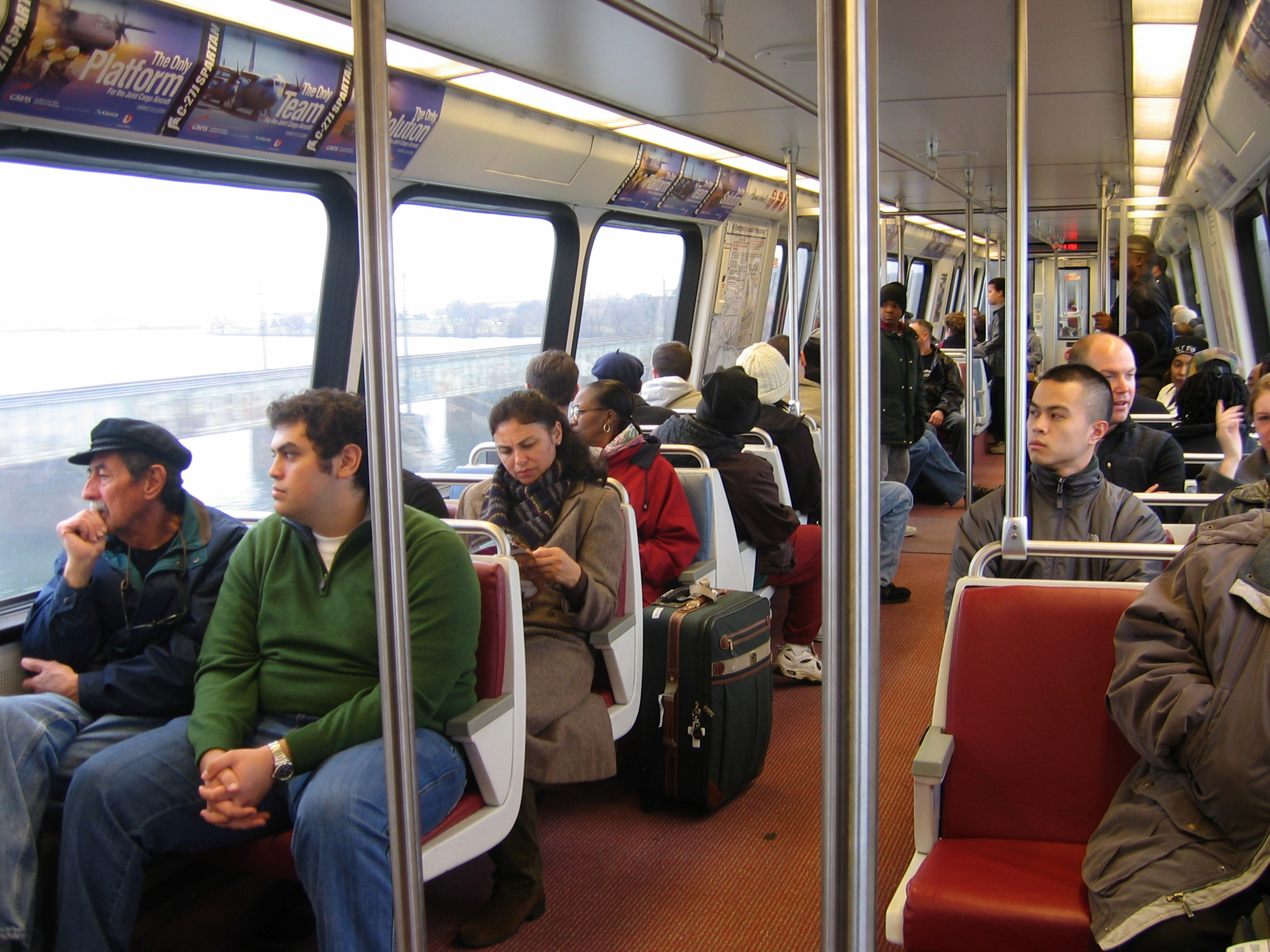
Внутри вагона. Жёлтая линия, переезд через Потомак

Подвижной состав состоит из 1126 вагонов, каждый длиной 23 м. 
Поезда рассчитаны на максимальную скорость 95 км/ч, а в среднем — 53 км/ч, включая остановки. Все вагоны - спаренные (последовательно пронумерованные чётными и нечётными номерами), с системами, общими для пар. В часы пик используется 850 вагонов. 814 из них - в активном обслуживании, другие 36 — запасные, на случай технических проблем с основными.
Поезда состоят из шести вагонов, однако на Красной, Зелёной и Оранжевой линиях в часы пик количество может увеличиваться до восьми. Интервалы между прибытием поездов одной линии составляют 6 минут в часы пик (5 на Красной линии), в вечернее время — 20 минут (на Красной линии - 15), в обычные часы — 12 минут.

## Происшествия
22 июня 2009 года в Вашингтонском метро на границе округа Колумбия и штата Мэриленд произошло столкновение двух поездов. В результате инцидента девять человек погибло, 76 пострадавшим оказана помощь, из них шесть доставлены в больницу с тяжёлыми ранениями. Среди жертв катастрофы оказался 62-летний отставной генерал Дэвид Уэрли — бывший командующий Национальной гвардией в районе города Вашингтона. Именно он в момент атаки террористов на США 11 сентября распорядился сбивать все самолёты, приближающиеся к американской столице. Высокопоставленный военный погиб вместе с женой. Этот инцидент стал самым трагическим происшествием за всю историю вашингтонской подземки.
В ходе расследования причин аварии вскрылось, что первые два вагона состава-убийцы не только были самыми старыми среди подвижного состава столичного метро, но и вовремя не прошли положенный по регламенту технический осмотр.